# The Proud Rebel
The Proud Rebel (bra: O Rebelde Orgulhoso) é um filme estadunidense de 1958, do gênero faroeste e drama, dirigido por Michael Curtiz, e estrelado por Alan Ladd e Olivia de Havilland. O roteiro de Joseph Petracca e Lillie Hayward foi baseado no conto "Journal of Linnett Moore" (1947), de James Edward Grant.
A trama retrata a história de um veterano confederado viúvo e seu filho mudo que lutam para construir uma vida nova, mesmo com vizinhos hostis no meio-oeste. Apesar das implicações do título, o personagem principal não se preocupa muito com seu passado sulista, embora sua vida se complique muito devido ao preconceito seccional.
O ator-mirim que interpreta o garoto é David Ladd, filho de Alan Ladd na vida real. Seguindo a mesma linha de "Shane" (1953) – também estrelado por Alan – o filme, embora tenha se tornado impopular, é considerado um emocionante faroeste, que conta com atuações cativantes de Ladd e de Havilland, e com a competente direção de Curtiz.

## Sinopse
Após a Guerra de Secessão, o veterano confederado John Chandler (Alan Ladd) procura em várias cidades um médico que possa curar a mudez de seu filho David (David Ladd), um garoto abalado pela perda da mãe, que encontra refúgio na amizade do pai e de um cachorro que tem como animal de estimação. Ao chegarem em Illinois, um médico conta a John de um outro doutor que pode curar o menino. Antes de seguir viagem para conseguir o tratamento para o filho, John se envolve em uma briga com o impiedoso criador de ovelhas Harry Burleigh (Dean Jagger), e é sentenciado a 30 dias de cadeia. A fazendeira viúva Linnett Moore (Olivia de Havilland) se comove com a situação e tira John da prisão, oferecendo-lhe abrigo até que ele possa viajar novamente. Mas os Burleighs querem a fazenda de Linnett, e então começam a ameaçar os dois.

## Elenco
- Alan Ladd como John Chandler
- Olivia de Havilland como Linnett Moore
- Dean Jagger como Harry Burleigh
- David Ladd como David Chandler
- Cecil Kellaway como Dr. Enos Davis (Quaker)
- James Westerfield como Birm Bates
- Harry Dean Stanton como Jeb Burleigh (creditado como Dean Stanton)
- Thomas Pittman como Tom Burleigh
- Henry Hull como Juiz Morley
- Eli Mintz como Sr. Gorman
- John Carradine como Vendedor
- King como Lance, o cão de David

Não-creditados
- Percy Helton como Fotógrafo
- Dan White como Funcionário da Corte
- Mary Wickes como Sra. Ainsley

## Produção
O filme foi baseado em um conto de 1947, de James Edward Grant. Os direitos da história foram comprados por Samuel Goldwyn, que os deu a seu filho em 1950. Goldwyn Jr. disse que o filme seria sobre seu tipo favorito de história, "o tema do homem invicto". Ele anunciou que o projeto seria filmado em 1955 com base em um roteiro de Joseph Petracca. No entanto, acabou levando alguns anos para que ele conseguisse o financiamento.
Goldwyn Jr. havia orçado o projeto em US$ 1.6 milhão, mas teve problemas para obter qualquer quantia acima de US$ 1 milhão. Ele decidiu não comprometer o projeto e produzir o filme sem tê-lo vendido para uma empresa distribuidora. Ele disse:
"Eu realmente não tinha outra escolha. Para mim, era muito importante que essa história fosse filmada como eu achava que deveria ser feita. De repente, percebi que, se eu não conseguisse fazer do jeito que eu via, eu não seria um produtor independente. Consegui um empréstimo de US$ 1.200.000 do Bank of America – meu pai assinou o empréstimo comigo – e coloquei o restante do dinheiro".
Alan Ladd assinou o contrato para estrelar a produção com seu filho David sob a direção de Michael Curtiz. Goldwyn Jr. disse: "Michael Curtiz atraiu excelentes atuações de ambos. O menino, quando falei com ele pela primeira vez, estava rígido e assustado, mas quando comecei a falar com ele sobre seu pai, seu rosto se iluminou e eu sabia que ele era o certo para o papel".
Adolphe Menjou desempenharia um papel coadjuvante, mas desistiu.
O filme foi gravado em Cedar City, em Utah. Suas cenas externas retratando o meio-oeste dos Estados Unidos – uma paisagem plana e bem vegetada – são um pouco chocantes em comparação com o cenário árido e montanhoso de Utah.
Assim que o filme foi concluído, Goldwyn Jr. o mostrou aos distribuidores e conseguiu fechar acordos, com a Buena Vista nacionalmente e a Metro-Goldwyn-Mayer no exterior.

## Recepção
Uma crítica contemporânea da revista Variety descreveu o filme como uma "história pós-Guerra Civil cheia de suspense e ação rápida" com "caracterizações que se destacam mais fortemente, superadas talvez pelo desempenho muito atraente de David Ladd". Em sua crítica para o The New York Times, A.H. Weiler escreveu que o filme era "um drama genuinamente sentimental, mas muitas vezes comovente" e um "drama honestamente emocionante" que "está mais preocupado em expor caráter do que em causar caos". Ao elogiar as performances, a crítica também observa que "Um espectador pode observar justificadamente que a história é contada de maneira um tanto desigual, que fica mais lenta em algumas ocasiões e que o 'final feliz' é telegrafado. Mas estes são ... assuntos menores". Uma crítica na TV Guide descreveu o filme como uma "história de coração calma" com "performances brilhantes (especialmente de David Ladd) e a caracterização incomum da viúva endurecida e solitária de de Havilland", além de elogiar a "fotografia em cores finas das paisagens de Utah".

## Adaptação
O filme influenciou o ator indiano Kishore Kumar a refilmá-lo como "Door Gagan Ki Chhaon Mein" em 1964, com seu filho Amit Kumar fazendo o papel do filho mudo.